# Palais Mikhaïlovski
Le palais Mikhaïlovski ou palais Michel (en russe : Михайловский дворец) du nom du Grand-prince du même nom est situé sur la place des Arts, au centre de Saint-Pétersbourg, et est de style empire russe. 
Le bâtiment est, aujourd'hui et depuis 1895, utilisé par le Musée Russe qui y abrite une partie de ses collections. Il porte donc également le nom de Musée russe.

## Histoire de la construction
L'origine de la construction d'une nouvelle résidence pour le prince Michel Pavlovitch de Russie est la volonté de son père Paul Ier. C'est en 1798 qu'il prend cette décision. Mais Paul Ier n'en verra pas la réalisation du fait de son assassinat en 1801. Malgré cela, le souhait du père est réalisé quand Michel Pavlovitch atteint l'âge de 21 ans, l'empereur Alexandre Ier fait commencer la construction.
L'architecte choisi est Carlo Rossi. Il commença à travailler sur ce projet en 1817, date à laquelle il avait l'intention de construire une nouvelle résidence pour le Grand-prince à la place du Palais Vorontsov, puis à la place de la maison de Zakhar Tchernychev (c'est là que sera construit le Palais Marie). Quand la décision est prise quant à l'emplacement choisi, l'architecte commence à réaliser ses plans non seulement pour le palais mais pour l'ensemble urbain dans lequel il est situé. C'est ainsi que sont réaménagées deux nouvelles rues ainsi qu'une place devant le palais.(la rue de l' ingénieur et la rue Mikhaïlovskaïa).
Au début avril 1819 est créée une Commission pour la construction du palais du Grand-prince Michel Pavlovitch . La première pierre est posée le 14 juillet et la construction commence le 26 juillet. Du côté du champ de Mars est créé un jardin appelé aussi Mikhaïlovski. Le 30 août 1825, le palais est inauguré. En 1895, les petits-enfants de Mikhaïl Pavlovitch vendent le palais au Trésor public. Le 13 avril 1895 par un oukase de l'empereur Nicolas II y est établi le Musée Russe qui s'y trouve toujours aujourd'hui.